# ズーム (アルバム)
『ズーム』 (Zoom) は、2001年に発表されたエレクトリック・ライト・オーケストラ (ELO) のアルバム。

## 概要
エレクトリック・ライト・オーケストラ名義でのアルバムは、1986年の『バランス・オブ・パワー』以来、15年ぶりのリリースとなる。このアルバムは、以前のエレクトリック・ライト・オーケストラの特徴であった、シンセサイザーの多用は控えめになっており、ストリングスのシンプルな装飾と生楽器の音を重視したバンド・サウンドに変化している。活動停止後に参加した、トラヴェリング・ウィルベリーズの影響が多く見られる。
ビルボードのインターネット・アルバム・チャートでは、最高14位を記録したが、CDの売り上げは伸びず、北アメリカのコンサート・ツアーの計画が中止となっている。
アルバムは主に、ジェフ・リンのみで録音されており、実質、彼のソロ作品でもあるが、シングル・カットされた「オールライト」では、元メンバーのリチャード・タンディがキーボードとして参加している。また、ゲスト・ミュージシャンとして、元ビートルズの2人、ジョージ・ハリスンとリンゴ・スターが参加している（ジョージにとっては、生前最後のレコーディングの1つである）。そして、当時のジェフの恋人であったロージー・ヴェラや、実の娘ローラ・リンも参加している。
2013年4月にはリマスター盤が発売され、未発表曲がボーナス・トラックとして追加収録される。

## 収録曲
1. オールライト Alright
アルバムからのファーストシングル。リチャード・タンディーがキーボードで参加している。
2. モーメント・イン・パラダイス Moment in Paradise
アルバムからのセカンドシングル。リンゴ・スター参加。ロージー・ヴェラについて歌った曲。
3. ステイト・オブ・マインド State of Mind
4. ジャスト・フォー・ラヴ Just for Love
5. ストレンジャー・オン・ア・クワイエット・ストリート Stranger on a Quiet Street
ロージー・ヴェラとの出会いについての曲。
6. イン・マイ・オウン・タイム In My Own Time
ベスト盤「The Very Best of Electric Light Orchestra vol.2」に収録された。間奏にはロージー・ヴェラによるタップダンスの音と、スペイン語のヴォーカルが挿入されている。
7. イージー・マネー Easy Money
リンゴ・スター参加。
8. イット・リアリー・ダズント・マター It Really Doesn't Matter
9. オーディナリー・ドリーム Ordinary Dream
10. ア・ロング・タイム・ゴーン A Long Time Gone
ジョージ・ハリスン参加。ジェフの母親についての曲。
11. メルティング・イン・ザ・サン Melting in the Sun
安いウォークマンで録音したヴォーカルを使用している。
12. オール・シー・ウォンテッド All She Wanted
ジョージ・ハリスン参加。
13. ロンサム・ララバイ Lonesome Lullaby

日本盤ボーナス・トラック（2001年発売時）
1. ロング・ブラック・ロード Long Black Road
  - 2013年、映画『アメリカン・ハッスル』のオリジナル・サウンドトラックに収録される。

リマスター盤ボーナス・トラック(2013年4月17日発売)
1. ワン・デイ One Day
  - 2004年録音の未発表曲
2. ターン・トゥ・ストーン（ライヴ）Turn to Stone(Live)
  - 2001年CBS Television Cityでのライヴ音源
3. ラッキー・モーテル Lucky Motel
  - 日本盤ボーナス・トラック